# Arbollé
Pour le département et la commune rurale, voir Arbollé (département).
Arbollé, également typographié Arbolé, est un village et le chef-lieu du département et la commune rurale d’Arbollé, situé dans la province du Passoré et la région Nord au Burkina Faso.

## Géographie
Arbollé est situé à 35 km au sud-est de Yako, le chef-lieu de la province, et à environ 70 km au nord-ouest du centre de Ouagadougou. La commune est traversée par la route nationale 2 allant vers le nord-ouest du pays.

## Santé et éducation
Arbollé accueille un centre de santé et de promotion sociale (CSPS) tandis que le centre médical avec antenne chirurgicale (CMA) de la province se trouve à Yako.
Le village possède une école primaire de cinq classes, financée en partie par l'association Ouest Allier Burkina Faso et un partenariat avec les communes françaises de Domérat et de Désertines dans le département de l'Allier.